# Herbert Freudenberger
Herbert J. Freudenberger (Frankfurt, 26 de noviembre de 1927; Nueva York, 29 de noviembre de 1999) fue un psicólogo estadounidense de origen alemán y ascendencia judía. Fue uno de los primeros en describir los síntomas de agotamiento profesional y llevar a cabo un amplio estudio sobre el burnout.[cita requerida]
En 1933, cuando el régimen nazi dominó Alemania, su familia se vio obligada a huir de Alemania. En 1980, Herbert Freudenberger publicó un libro acerca del desgaste que se convirtió en una referencia sobre el tema. La Asociación Estadounidense de Psicología (APA) le entregó en 1999 la Medalla de Oro por sus contribuciones a la psicología.[cita requerida]